# Provenchères-sur-Fave
Provenchères-sur-Fave foi uma antiga comuna francesa na região administrativa de Grande Leste, no departamento de Vosges. Estendia-se por uma área de 7,27 km². 
Em 1 de janeiro de 2016, foi incorporada à nova comuna de Provenchères-et-Colroy.